# Cannes-Écluse
Pour les articles homonymes, voir Cannes (homonymie) et Écluse (homonymie).
Cannes-Écluse est une commune française située dans le département de Seine-et-Marne, en région Île-de-France.

## Géographie

### Localisation
Cannes-Écluse est située à environ 4 kilomètres au sud-est de Montereau-Fault-Yonne, aux confins de la Bassée au nord et du Gâtinais au sud, de part et d'autre de l'Yonne, à 4 km en amont de son confluent avec la Seine à Montereau-Fault-Yonne.

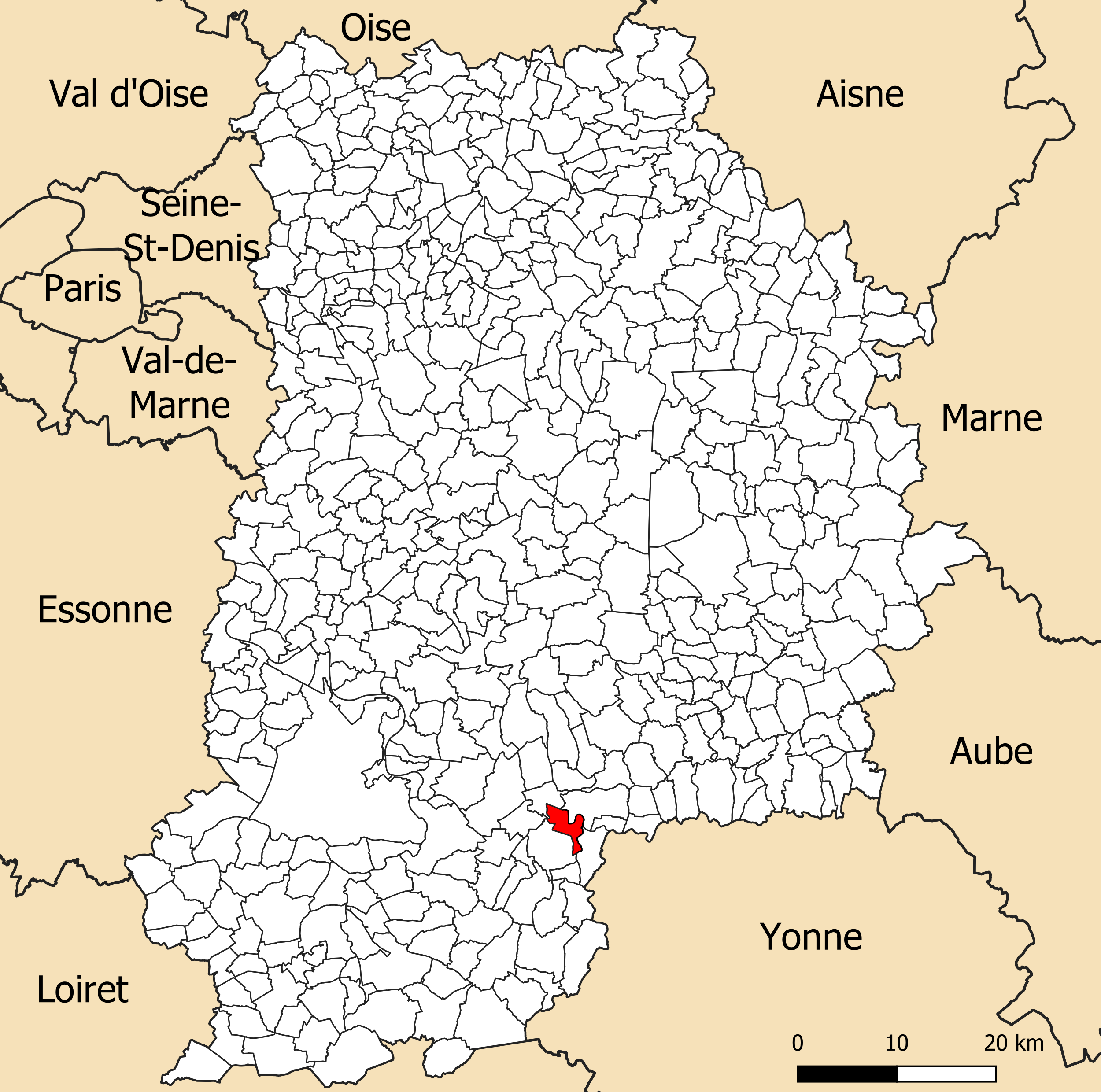
Localisation de la commune de Cannes-Écluse dans le département de Seine-et-Marne.

### Communes limitrophes

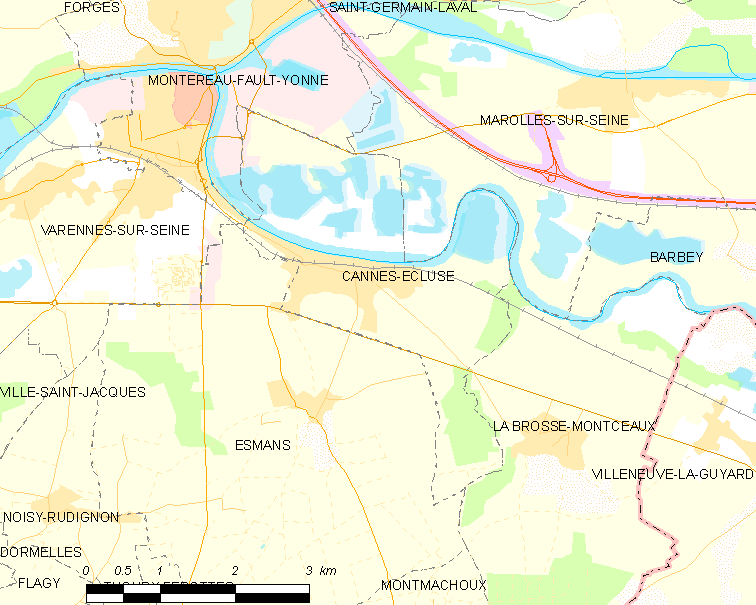
Carte des communes limitrophes de Cannes-Écluse.

| Montereau-Fault-Yonne |               | Marolles-sur-Seine  |
| Varennes-sur-Seine    | Cannes-Écluse |                     |
|                       | Esmans        | La Brosse-Montceaux |

### Géologie et relief
L'altitude de la commune varie de 47 mètres à 108 mètres pour le point le plus haut, le centre du bourg se situant à environ 54 mètres d'altitude (mairie). Elle est classée en zone de sismicité 1, correspondant à une sismicité très faible.
Alors que la partie sud est en pente montante douce, la partie nord de la commune présente un relief plat qui la rend particulièrement sensible au risque d'inondation lors des crues de l'Yonne et de la Seine ,.

### Hydrographie

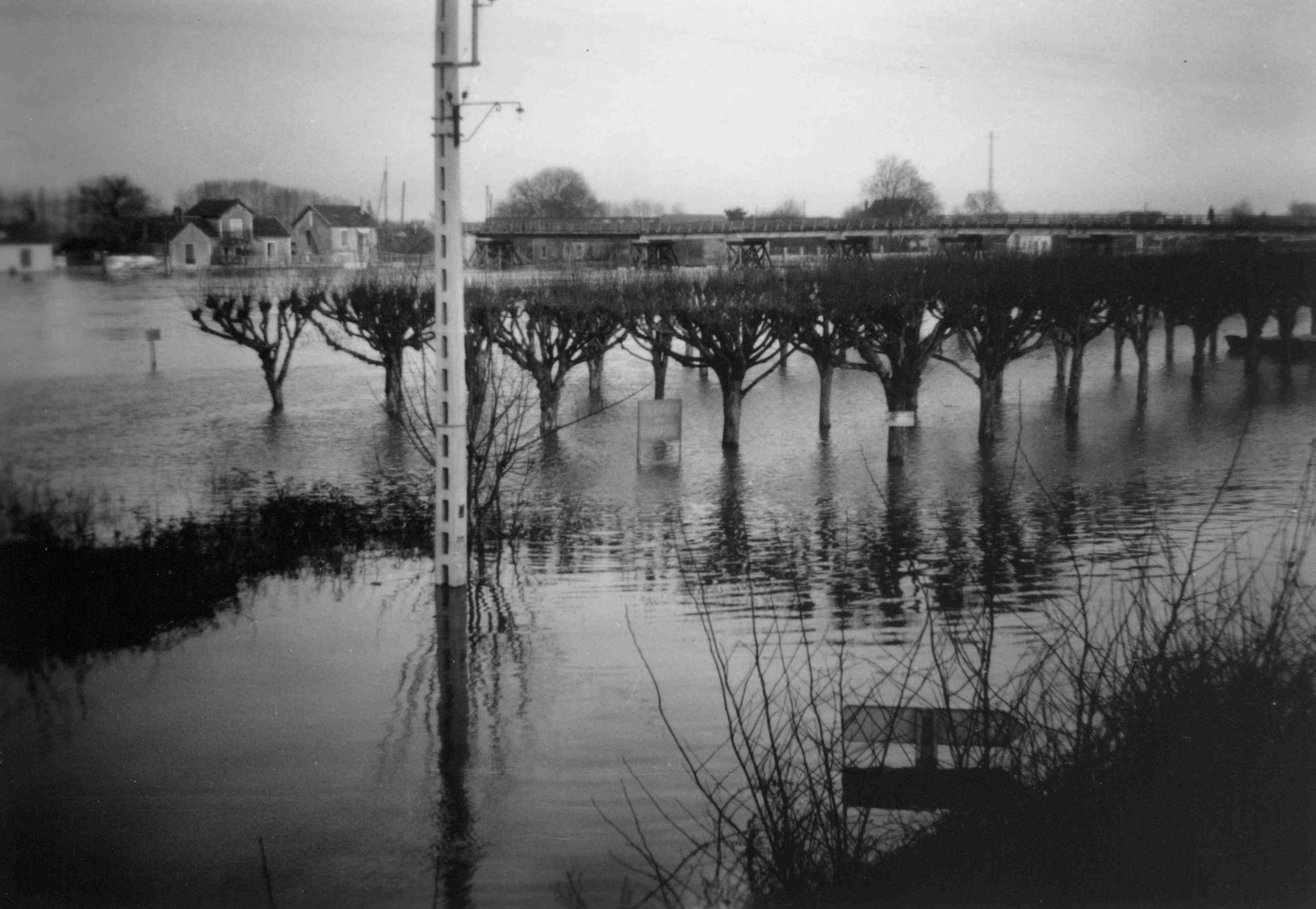
Inondations de 1955 à Cannes-Écluse.

Le système hydrographique de la commune se compose de deux cours d'eau référencés :
- l’Yonne, longue de 292,34 km[5], principal affluent gauche de la Seine, traverse la commune d'est en ouest. Mais elle n'a pas toujours été canalisée comme elle l'est actuellement. En effet, dans les temps anciens, elle se jetait dans la Seine par plusieurs bras. Un de ces bras, au nord du cours actuel, transparaît dans le découpage cadastral[6] et sa trace est visible sur le plan d'intendance de 1783[7].

Malgré plusieurs retenues sur l'Yonne et ses affluents dans le Morvan (lac des Settons mis en service en 1861, lac du Crescent mis en service en 1932, lac de Chaumeçon mis en service en 1935, lac de Pannecière mis en service en 1949), des inondations surviennent régulièrement, en particulier quand l'Yonne et la Seine sont simultanément en crue. La dernière grande inondation a lieu en janvier 1955. Avec la mise en service en 1966 du réservoir Seine (le lac d'Orient), les crues diminuent en fréquence et en intensité. Elles deviennent très rares avec la mise en service du réservoir Aube en 1989 et la mise en place de mesures de suivi et de prévision performantes.
Pour faciliter l’écoulement des eaux lors des crues, plusieurs points bas sont laissés sur les routes. Une légende locale raconte qu'à l'un de ces points, le « trou Colinet » (sur la route de Montereau-Fault-Yonne à Marolles-sur-Seine, peu après le débouché de la route de Cannes), un certain Colinet qui passait par là, y fut englouti avec âne et carriole sans qu'on n'en retrouve jamais rien.
- Petit affluent de la rive gauche, le cours d'eau 01 de la Commune de Cannes-Écluse, 2,64 km[9], ou ru d'Esmans, vient se jeter dans l'Yonne, à l'entrée ouest de la commune.

La longueur linéaire globale des cours d'eau sur la commune est de 3,36 km.

### Climat
Pour des articles plus généraux, voir Climat de l'Île-de-France et Climat de Seine-et-Marne.
En 2010, le climat de la commune est de type climat océanique dégradé des plaines du Centre et du Nord, selon une étude du CNRS s'appuyant sur une série de données couvrant la période 1971-2000. En 2020, Météo-France publie une typologie des climats de la France métropolitaine dans laquelle la commune est exposée à un climat océanique altéré et est dans la région climatique Nord-est du bassin Parisien, caractérisée par un ensoleillement médiocre, une pluviométrie moyenne régulièrement répartie au cours de l’année et un hiver froid (3 °C).
Pour la période 1971-2000, la température annuelle moyenne est de 11,3 °C, avec une amplitude thermique annuelle de 15,7 °C. Le cumul annuel moyen de précipitations est de 713 mm, avec 11,3 jours de précipitations en janvier et 7,5 jours en juillet. Pour la période 1991-2020, la température moyenne annuelle observée sur la station météorologique la plus proche, située sur la commune de La Brosse-Montceaux à 3 km à vol d'oiseau, est de 12,0 °C et le cumul annuel moyen de précipitations est de 652,9 mm,. Pour l'avenir, les paramètres climatiques de la commune estimés pour 2050 selon différents scénarios d'émission de gaz à effet de serre sont consultables sur un site dédié publié par Météo-France en novembre 2022.
| Mois                                  | jan.             | fév.             | mars           | avril         | mai           | juin           | jui.           | août         | sep.           | oct.            | nov.            | déc.             | année      |
| ------------------------------------- | ---------------- | ---------------- | -------------- | ------------- | ------------- | -------------- | -------------- | ------------ | -------------- | --------------- | --------------- | ---------------- | ---------- |
| Température minimale moyenne (°C)     | 2                | 1,8              | 3,7            | 5,6           | 9,2           | 12,3           | 14,4           | 14,2         | 11,1           | 8,5             | 4,9             | 2,6              | 7,5        |
| Température moyenne (°C)              | 4,5              | 5                | 8,1            | 10,9          | 14,6          | 18             | 20,4           | 20,2         | 16,4           | 12,5            | 7,8             | 5,1              | 12         |
| Température maximale moyenne (°C)     | 7                | 8,3              | 12,6           | 16,3          | 20            | 23,6           | 26,4           | 26,1         | 21,7           | 16,6            | 10,7            | 7,5              | 16,4       |
| Record de froid (°C) date du record   | −20,5 17.01.1985 | −14,8 25.02.1986 | −10,4 01.03.05 | −3,5 09.04.03 | −0,1 03.05.21 | 2,5 04.06.1991 | 5,2 04.07.1984 | 4 29.08.1986 | 1,5 19.09.1977 | −3,2 30.10.1997 | −9,2 24.11.1998 | −15,5 31.12.1985 | −20,5 1985 |
| Record de chaleur (°C) date du record | 16,5 01.01.23    | 21,4 27.02.19    | 25,4 31.03.21  | 28,5 25.04.07 | 32,5 28.05.17 | 38,9 27.06.11  | 42,9 25.07.19  | 40 06.08.03  | 35,5 14.09.20  | 31 01.10.1985   | 22,5 07.11.15   | 18,3 16.12.1989  | 42,9 2019  |
| Précipitations (mm)                   | 51               | 47,7             | 47,5           | 51,7          | 60,1          | 53,3           | 51,6           | 52,3         | 51,3           | 63,3            | 59,9            | 63,2             | 652,9      |

### Milieux naturels et biodiversité

#### Espaces protégés
La protection réglementaire est le mode d’intervention le plus fort pour préserver des espaces naturels remarquables et leur biodiversité associée,.
Deux espaces protégés sont présents dans la commune : 
- les « plans d'eau de Cannes-Écluse », objet d'un arrêté préfectoral de protection de biotope, d'une superficie de 283 ha[19] ;
- la réserve naturelle régionale des « Seiglats », d'une superficie de 62 ha. Il s’agit d’une ancienne carrière alluvionnaire près de la confluence Seine-Yonne, composé d’un ensemble de zones humides d’intérêt européen et constituée d’une mosaïque d’habitats variés : étang, marais, ripisylves (boisement de bord d’eau), roselières et pelouses à orchidées[20],[21].

#### Réseau Natura 2000

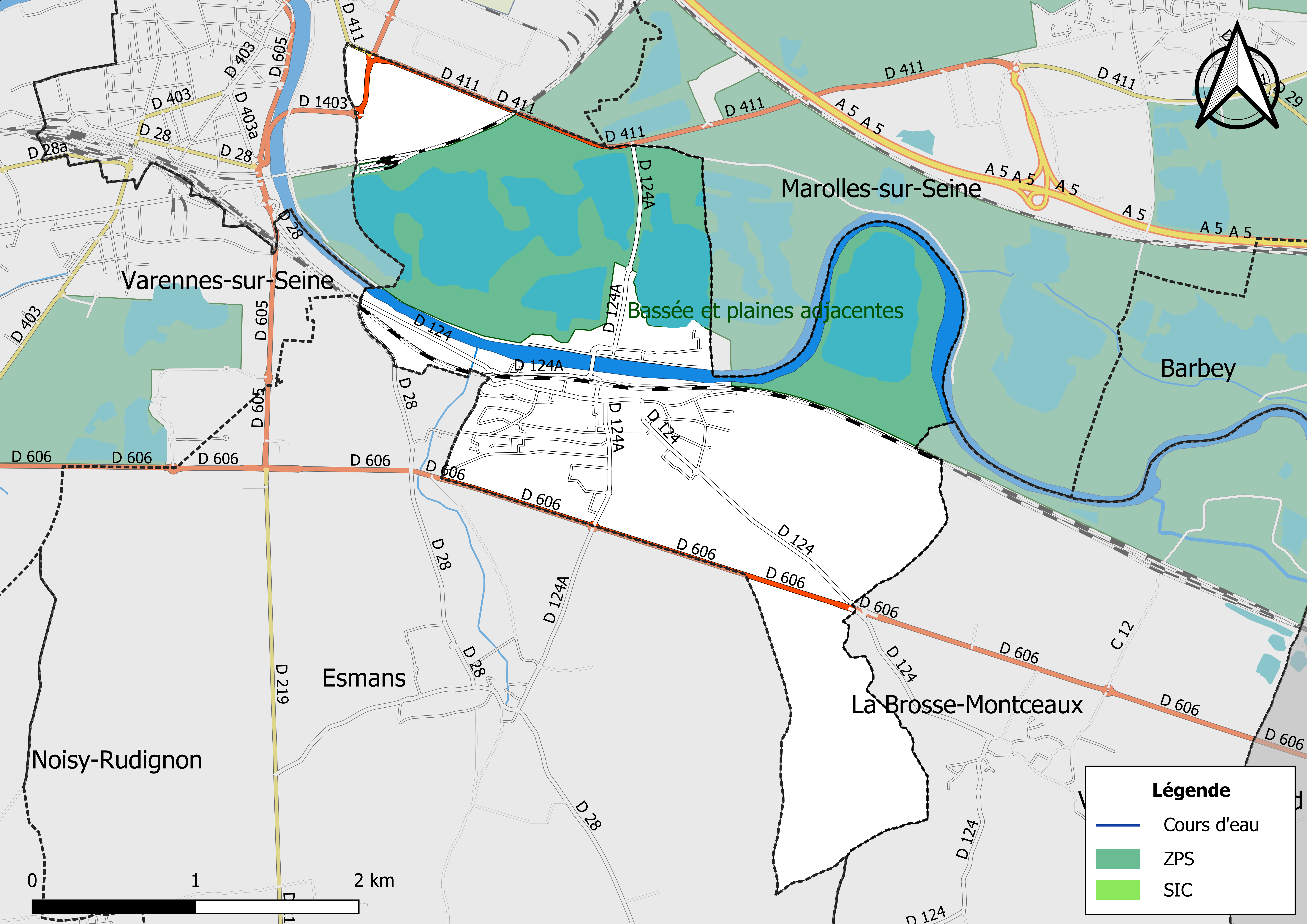
Sites Natura 2000 sur le territoire communal.

Le réseau Natura 2000 est un réseau écologique européen de sites naturels d’intérêt écologique élaboré à partir des Directives « habitats » et « oiseaux ». Ce réseau est constitué de Zones spéciales de conservation (ZSC) et de Zones de protection spéciale (ZPS). Dans les zones de ce réseau, les États membres s'engagent à maintenir dans un état de conservation favorable les types d'habitats et d'espèces concernés, par le biais de mesures réglementaires, administratives ou contractuelles.
Un site Natura 2000 a été défini sur la commune au titre de la « Directive oiseaux » : la « Bassée et plaines adjacentes », d'une superficie de 27 643 ha, une vaste plaine alluviale de la Seine bordée par un coteau marqué au nord et par un plateau agricole au sud. Elle abrite une importante diversité de milieux qui conditionnent la présence d’une avifaune très riche,.

#### Zones naturelles d'intérêt écologique, faunistique et floristique
L’inventaire des zones naturelles d'intérêt écologique, faunistique et floristique (ZNIEFF) a pour objectif de réaliser une couverture des zones les plus intéressantes sur le plan écologique, essentiellement dans la perspective d’améliorer la connaissance du patrimoine naturel national et de fournir aux différents décideurs un outil d’aide à la prise en compte de l’environnement dans l’aménagement du territoire.
Le territoire communal de Cannes-Écluse comprend une ZNIEFF de type 1,, 
les « plans d'eau de Cannes-Écluse » (237,8 ha), couvrant 3 communes du département
, et un ZNIEFF de type 2,, 
la « Basse vallée de l'Yonne » (1 658,38 ha), couvrant 6 communes du département.

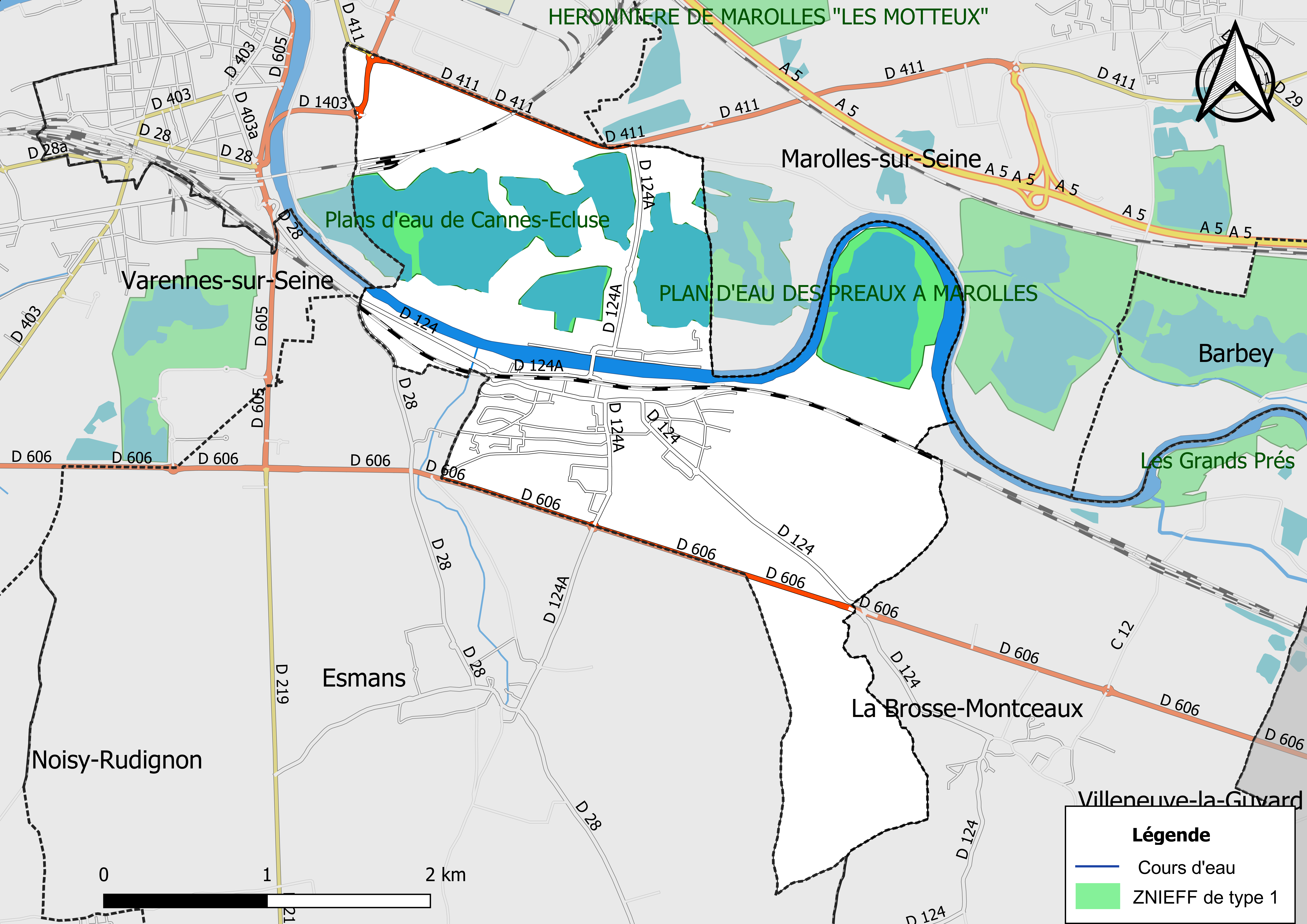
Carte des ZNIEFF de type 1 de la commune.
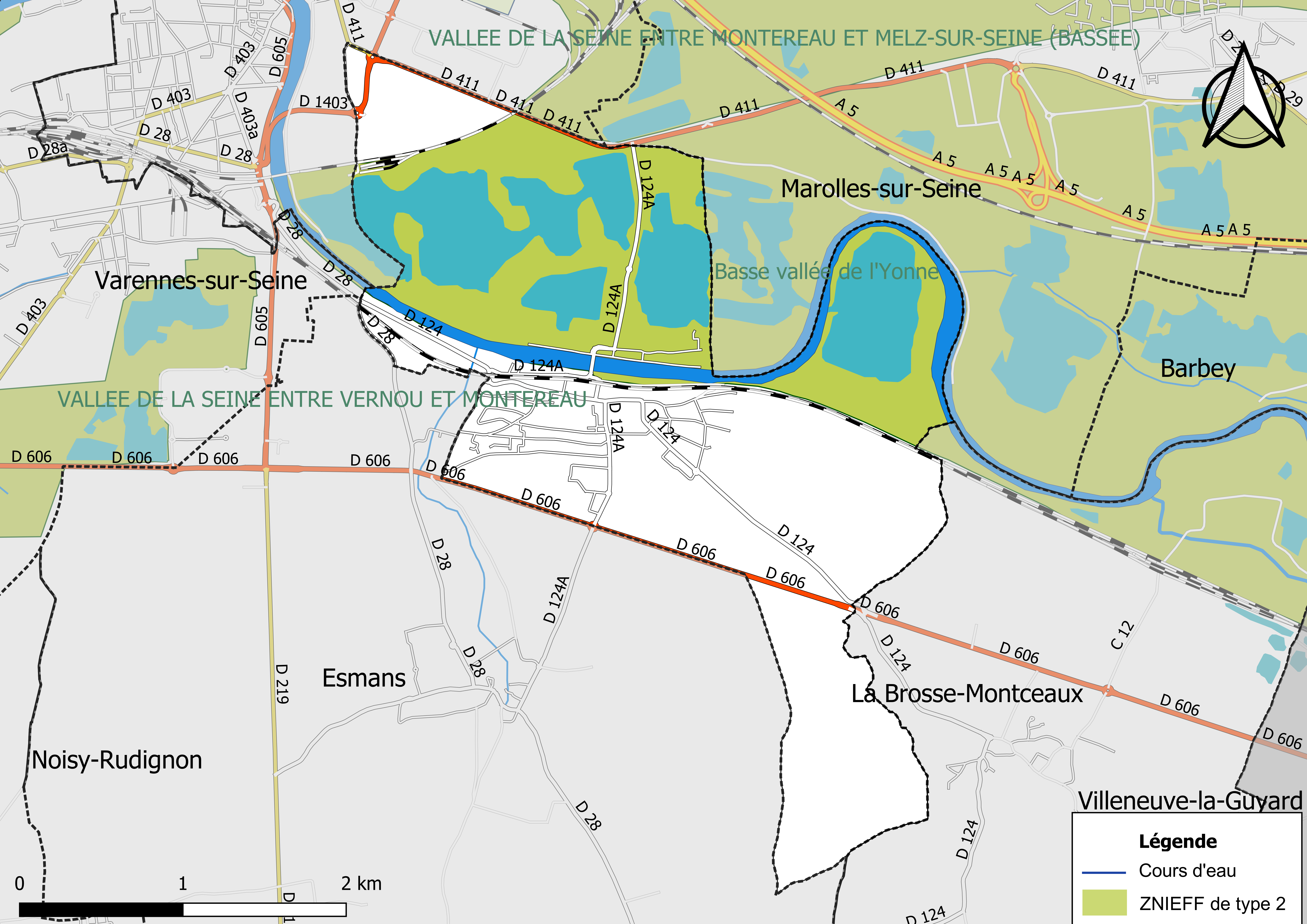
Carte des ZNIEFF de type 2 de la commune.

### Voies de communication et transports
Cannes-Écluse est desservie par la ligne B du réseau de bus du Pays de Montereau, qui assure des liaisons vers Montereau-Fault-Yonne et Varennes-sur-Seine.

## Urbanisme

### Typologie
Au 1er janvier 2024, Cannes-Écluse est catégorisée bourg rural, selon la nouvelle grille communale de densité à sept niveaux définie par l'Insee en 2022.
Elle appartient à l'unité urbaine de Montereau-Fault-Yonne, une agglomération intra-départementale regroupant quatre  communes, dont elle est une commune de la banlieue,,. Par ailleurs la commune fait partie de l'aire d'attraction de Paris, dont elle est une commune de la couronne,. Cette aire regroupe 1 929 communes,.

### Lieux-dits et écarts
La commune compte 54 lieux-dits administratifs répertoriés consultables ici (source : le fichier Fantoir).
L'agglomération principale est sur la rive sud. Elle s'est développée autour d'un gué d'une profondeur d'une cinquantaine de centimètres situé approximativement à l'emplacement du pont actuel.
Sur la rive Nord se trouve le hameau des Bordes dont une partie des terres agricoles est mise en eau par l'exploitation de sablières des années 1960 aux années 1980. Près de 260 ha sont exploités. Des bassins communiquant avec l'Yonne sont ainsi créés. Maintenant une partie de ces zones est à vocation de loisirs (pêche et nautisme), avec quelques aménagements paysagers (berges boisées).
Une partie de ces sablières et très attractif pour les oiseaux, particulièrement en hiver, le domaine régional des Seiglats fait l’objet d’un arrêté préfectoral de protection de biotope. Le 24 juillet 2009, le site est classé en réserve naturelle régionale des Seiglats.
Au sud de la commune, sur la D 606 (ex-RN6 qui reprend le tracé de l'ancienne voie romaine de Lugdunum à Lutèce), le hameau du Grand-Fossard est partagé entre Cannes-Écluse et Esmans.

### Occupation des sols
En 2018, le territoire de la commune se répartit en 38,4 % de terres arables, 27,2 % d’eaux continentales, 14,2 % de zones urbanisées, 10,7 % de forêts, 7,9 % de zones agricoles hétérogènes et 1,1 % de zones industrielles commercialisées et réseaux de communication,.
Le territoire de la commune est essentiellement consacré à la culture des céréales.
Jusqu'à la fin du XXe siècle, quelques vignes produisent un vin de qualité médiocre. La dernière vendange est faite en 1990. Depuis, tous les ceps ont été arrachés.

### Logement
En 2016, le nombre total de logements dans la commune était de 1 041 dont 83,2 % de maisons et 16,3 % d'appartements.
Parmi ces logements, 93 % étaient des résidences principales, 1,2 % des résidences secondaires et 5,8 % des logements vacants.
La part des ménages fiscaux propriétaires de leur résidence principale s'élevait à 76,5 % contre 22,4 % de locataires dont, 6,8 % de logements HLM loués vides (logements sociaux) et, 1 % logés gratuitement.

## Toponymie
Cannes vient du latin canna, la canne, le roseau, qui foisonne sur les berges de l'Yonne, et qui figure au centre des armoiries. Par un décret du président de la République Jules Grévy en date du 3 août 1886, le mot « Écluse » est ajouté au nom usuel « Cannes » pour éviter les confusions avec Cannes (Alpes-Maritimes).
Le nom de la commune et ceux de ses hameaux ont pris de nombreuses formes au cours des siècles :
- Cannes : Canalis (836), Konodum (XIe siècle), Cane (1131), Conis (1147), Chona (1165), Quenes (1172), Cona (1173), Quannes (1201), Connis (1203), Chonis (1205), Canes (1210), Chanes (1214), Quanae (1260), Cannae (1344), Cana (XIIIe siècle), Canis in Vastineto (ou Vastueto, 1391 ; Vastineto est le Gatinais en vieux français), Cannes-lez-Monstereau (1587), Cannes (an IX), Cannes-Écluse (3 août 1886) ;
- Les Bordes : Les Bordes de Cannes (1275), Domus de Bordis (1315), Malhoste (1670, en référence à François Malhoste, seigneur des Bordes) ;
- Fossard : Foussard (1350), Foussart (1611), Froussard (1695), Faussard (1767), Fossard (1672).

## Histoire

### Préhistoire et Antiquité
Des outils en pierre polie trouvés dans la commune indiquent une occupation du site de Cannes-Écluse dès le Néolithique. Une épée, un poignard et trois épingles découverts dans une sablière en 1972 attestent d'une occupation à l'âge du bronze. 
Les restes d'une villa romaine sont mis au jour en 1963 sur le site des Bagneaux, un peu au nord-ouest du barrage sur l'Yonne. Plusieurs fois abandonnée en raison des crues, elle a été occupée du Ier au Ve siècle. Les vestiges de nécropoles gallo-romaines et franques sont découverts à l'occasion de la construction de l'École nationale supérieure des officiers de police (ENSOP).

### Ancien Régime
Une maladrerie (de l'ordre de Saint-Lazare) accueille les lépreux au Grand Fossard jusqu'en 1695, date à laquelle elle est rattachée à l'hôtel-Dieu de Montereau-Fault-Yonne. Le hameau de la Brosse est séparé de Cannes en 1678 et réuni à Montceaux pour former une paroisse qui porte le nom de la Brosse-Montceaux. L'histoire a retenu les noms de quelques-uns des seigneurs de Cannes-Écluse sous l'Ancien Régime :

### Écroulement du clocher
Le 18 janvier 1739, le clocher d'une des églises de Cannes s'écroule.

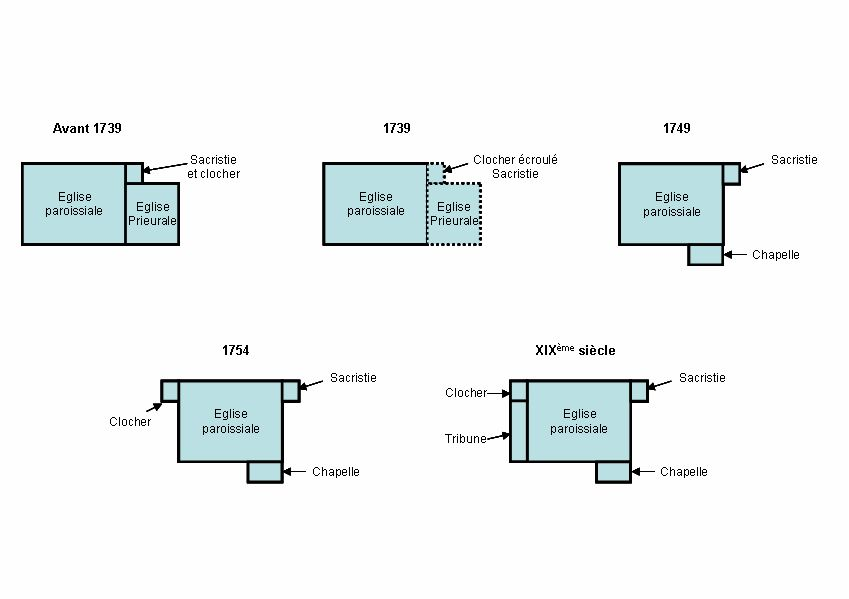
L'évolution de la structure de l'église de Cannes-Écluse.

À cette époque, il y a deux églises : « Les Églises Prieuralles et Paroissiales De Cannes ne composoient qu'un seul vesseau et n'étoient séparées que par une Cloison de Bois. La Tour ou etoient les Cloches était placée au bout de la Chapelle Collateralle de la Paroisse et touchoit à l’église Prieuralle ». Ce jour-là, « les vents ... ont renversé la Tour et tellement endommagé l'église Prieuralle qu'il a été ordonné par un Arrest du Grand Conseil » (du monastère de Saint Germain des Champs, dont dépendait le Prieuré de Cannes), « qu'elle seroit démolie et qu’on batiroit unne Chapelle Parallele a celle de la Ste Vierge pour y célebrer doresnavant la Messe et y exercer les Charges dont etoit tenue cy devant l’ancienne Eglise, qu’il seroit Elevé un Pignon de Pierres pour fermer la Paroisse a la place de la cloison de Bois qui la separoit du Prieuré, et que la Tour seroit rebattie dans la mesme place ou elle etoit ».
Mais en 1746, les habitants de Cannes, par l'intermédiaire du seigneur, messire Desreaux, font valoir que l'accès du clocher ne sera pas facile, que le nouveau clocher risque de provoquer les mêmes dégâts que l'ancien en cas de nouvelle tempête, et que l’ancien emplacement n’est pas judicieux car on n’entend pas le son des cloches depuis le bas de Cannes.
En conséquence, « il seroit facil de remedier a ces Inconveniens en plaçant la ditte tour a la porte d'entrée de la ditte Eglise ou elle seroit Infiniment myeux tant pour la solidité que pour la Commodité. Les habitants offrent le terrain pour la placer a la condition que le changement ne derangera pas l’ancien usage des reparations qui doivent estre faittes en Commun par le prieur et les habitants. »
En 1749, la nouvelle chapelle prieurale (Saint-Pierre) est construite à côté de l'église paroissiale (Saint-Georges), et en 1754, le clocher est construit à son emplacement actuel pour la somme de 3 647,10 livres dont 2 840 à la charge du prieur et des habitants. La différence est la valeur des pierres de l’ancienne tour (ou plutôt ce qu’il en reste, car en 15 ans, le tas avait bien diminué, ne serait-ce que pour construire la nouvelle chapelle prieurale).
On décide alors que « afin qu'il soit notoire que la transposition de cette tour s'est faite du consentement de toutes les partyes interessées, il sera choisy une grande pierre tendre, laquelle sera posée à 6 pieds au-dessus du rez-de-chausée dans le milieu du pilier (où elle se trouve encore) et face au couchant, sur laquelle seront gravés ces mots : « Ce clocher était anciennement posé entre le chœur et la nef et conséquemment pour moitié à la charge du sieur prieur et des habitants qui n'ont consenty à sa transposition qu'aux conditions que sa construction et entretien seront à l'avenir comme auparavant à la charge des uns et des autres ».
C'est ce qui se passe jusqu'à la fermeture du prieuré de Cannes, quelques années avant la Révolution.
Les biens du prieuré sont vendus en 1791 comme biens nationaux.

### XIXesiècle
En 1801, la commune, créée en 1790 dans le district de Nemours, est rattachée à l'arrondissement de Fontainebleau.
Le 18 février 1814 au soir, à l'issue de la bataille de Montereau, Cannes-Écluse voit passer les restes des troupes wurtembourgeoises délogées de Montereau-Fault-Yonne par l'armée impériale. Un duel d'artillerie oppose les canons de Napoléon sur la rive nord de l'Yonne aux canons ennemis sur la rive sud, à l'entrée du village, qui se replient sur Bray-sur-Seine. Quelques semaines plus tard, le 3 avril, la cavalerie du général de Saint-Germain, campe à Cannes, avant un ultime mouvement sur Paris (Napoléon capitule le 6 avril 1814). Jusqu'en 1835, il n'existe pas de « maison école ». Il est cependant fait état d'un sieur Hémon, qui en 1745 fait fonction de maître d'école, chanteur ou lutrin et tabellion.
La voie ferrée (le Paris à Lyon et à la Méditerranée) est mise en service le 12 août 1849.
La décision de construire l'écluse de Cannes est prise par une loi votée le 31 mai 1846, mais les travaux ne commencent qu'en 1860. La navigation en continu sur l'Yonne ne se fait qu'à partir de 1871, avec un tirant d'eau de 1,60 m porté à 2 m en 1880. Un nouveau cimetière ayant été ouvert en 1857, le cimetière ancien, attenant à l'église, est transformé en 1869 en place publique (aujourd'hui place Charles-de-Gaulle).
Pendant la guerre de 1870, 20 habitants de Cannes-Écluse participent au conflit ; on dénombre un mort et un disparu.
Le pont suspendu sur l'Yonne (d'une portée de 116 m, parmi les plus grands de France à l'époque) est inauguré en septembre 1894.

### XXesiècle

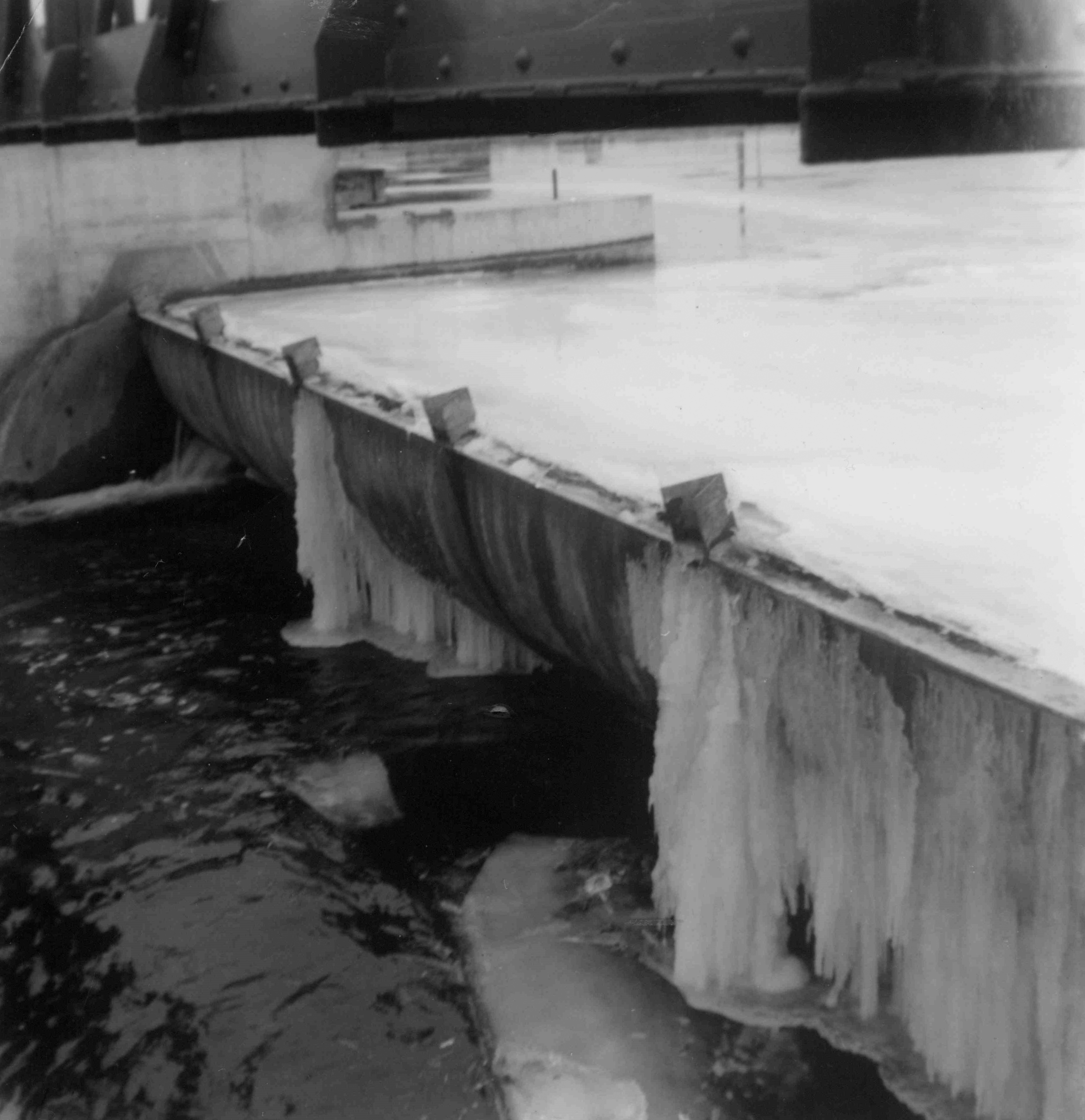
7 février 1963 : le barrage sur l'Yonne est figé par le gel.

La commune paie un lourd tribut à la Première Guerre mondiale car les noms de 22 de ses habitants sont gravés sur le monument aux morts. En 1918, un hôpital militaire provisoire est installé sur l'« avenue », (la zone occupée par les installations sportives et la résidence des stagiaires de l’école de police). On y soigne des militaires blessés au front. Cinq soldats polonais qui, entre mars et août 1919, n'ont pas survécu à leurs blessures, sont enterrés au cimetière, à proximité du drapeau tricolore.
La voie ferrée passe à deux voies en 1922 et à quatre voies en 1937. Elle est électrifiée en 1950. En 1926, l'arrondissement de Fontainebleau est supprimé. La commune est rattachée à l'arrondissement de Provins.
Le pont suspendu sur l'Yonne est détruit en 1940 pour freiner l'avance des troupes allemandes. Il est remplacé par une barque, puis une passerelle pour piétons, puis, après la guerre, par un pont provisoire en bois n'acceptant qu'un véhicule léger à la fois. Le 27 novembre 1971, un pont en béton précontraint est inauguré par Alain Peyrefitte.
Le barrage sur l'Yonne n'est pas rectiligne. Il a la forme surprenante d'une baïonnette.
Cette disposition peu courante est le résultat d'une méconnaissance du sol sur lequel il est établi qui conduit, le 10 avril 1958, à l’écroulement brutal de la partie sud du barrage. La pile centrale a été emportée par un « renard », affouillement sous ses fondations.
Pour éviter une mésaventure semblable, la partie écroulée du barrage est reconstruite avec un décrochement vers l'amont d'une quinzaine de mètres.

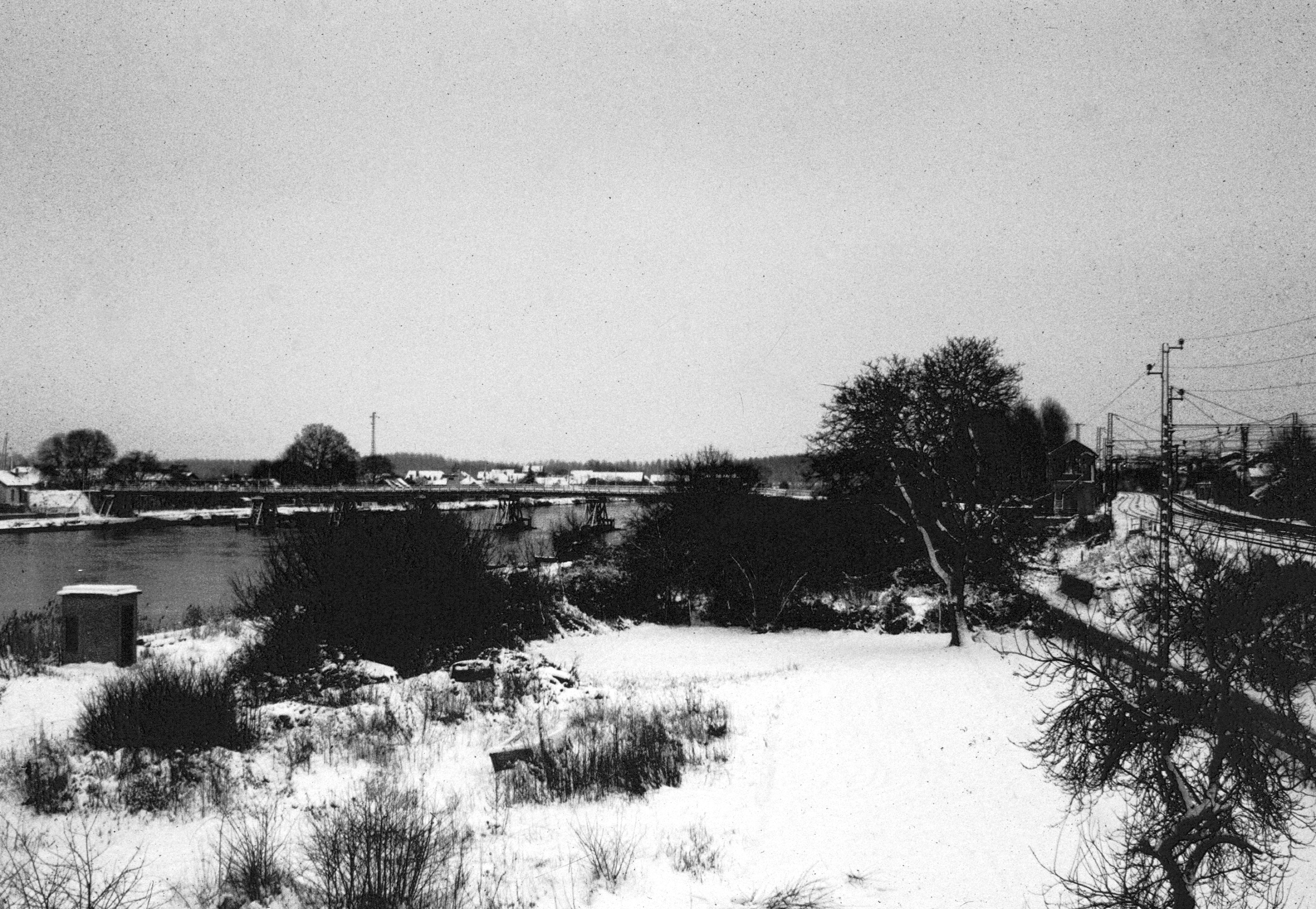
Le pont provisoire construit après la Seconde Guerre mondiale.

En février 1963, l'Yonne est complètement gelée. L’épaisseur de la glace dépasse les quinze centimètres et on peut traverser la rivière à pied sec. Plusieurs péniches peuvent arriver à l’écluse par l'aval en cassant la glace devant elles, mais ne peuvent pas en sortir faute d'élan. Quand le temps se radoucit, la rivière se met à charrier des blocs de glace de plusieurs mètres carrés avec un débit tel que les piles de bois du pont provisoire en sont ébranlées. À la pile nord, le tablier est déplacé d'une cinquantaine de centimètres vers l'aval. La circulation sur le pont est interrompue plusieurs jours.

## Politique et administration

### Rattachements administratifs et électoraux

#### Circonscriptions de rattachement
Cannes-Écluse appartient à l'arrondissement de Provins et au canton de Montereau-Fault-Yonne depuis sa création.
En ce qui concerne l'élection des députés, la commune fait partie de la troisième circonscription de Seine-et-Marne, représentée depuis juillet 2018 par Jean-Louis Thiériot (LR).

#### Intercommunalité
Cannes-Écluse fait partie de la communauté de communes du Pays de Montereau depuis 2003 et des syndicats de communes suivants :
- Syndicat intercommunal de la région de Montereau pour le traitement des ordures ménagères (SIRMOTOM) ;
- Syndicat intercommunal des transports collectifs de Montereau et de ses environs (SITCOM) ;
- Syndicat du collège de Varennes ;
- Syndicat mixte d'étude et de programmation (SMEP).

### Administration municipale
Le nombre d'habitants au dernier recensement étant compris entre 1 500 et 2 499, le nombre de membres du conseil municipal est de 19.

### Liste des maires
| Période                                  | Période                  | Identité                            | Étiquette | Qualité |
| ---------------------------------------- | ------------------------ | ----------------------------------- | --------- | --- |
| Les données manquantes sont à compléter. |                          |                                     |           | |
| 1800                                     | 1813                     | Edmé Gervais                        |           | |
| 1813                                     | 1816                     | Antoine Germain                     |           | |
| 1816                                     | 1830                     | Charles de Fautras                  |           | |
| 1830                                     | 1835                     | Étienne Lombard                     |           | |
| 1835                                     | 1838                     | Pierre Longuet                      |           | |
| 1838                                     | 1843                     | Étienne Lombard                     |           | |
| 1843                                     | décembre 1857 (décès)    | Louis-Alexandre Jozon (1787-1857)   |           | Notaire, gendre d'Étienne Lombard Maire de Voulx (1834 → 1836)                                             |
| décembre 1857                            | 1871                     | Nicolas Aubineau (1825-1893)        |           | Vigneron, ancien adjoint au maire                                                                          |
| 1871                                     | mai 1907                 | Alexandre Jozon (1836-1907)         |           | Propriétaire de fabrique de tuiles, fils de Louis-Alexandre Jozon                                          |
| 1907                                     | mai 1908                 | Henri de Tressan (1845-1911)        |           | Ancien chef d'escadron Chevalier de la Légion d'honneur (1888)                                             |
| mai 1908                                 | mai 1912                 | Léon Aubineau (1862-1935)           |           | Cordonnier                                                                                                 |
| mai 1912                                 | mars 1914 (décès)        | Édouard de Fitz-James (1880-1914)   |           | Rentier, propriétaire                                                                                      |
| 1914                                     | 1919                     | Alphonse Blanchard père             |           | |
| 1919                                     | juillet 1934 (décès)     | Désiré Thoison (1870-1934)          |           | Maraicher à Esmans, propriétaire                                                                           |
| 1934                                     | janvier 1935 (démission) | Alphonse Blanchard fils (1886-1949) |           | Régisseur                                                                                                  |
| janvier 1935                             | décembre 1935 (décès)    | Léon Aubineau (1862-1935)           |           | Cordonnier                                                                                                 |
| 1936                                     | 1950                     | Marcel Brusseau                     |           | Forgeron et maréchal-ferrant, ancien adjoint au maire Chevalier du Mérite social (1949)                    |
| 1950                                     | mars 1962 (décès)        | André Conet (1898-1962)             |           | Agriculteur Chevalier des Palmes académiques (1956)                                                        |
| 1962                                     | mars 1971                | Eugène Lecomte (1911-1987)          |           | Directeur de préventorium                                                                                  |
| mars 1971                                | mars 1983                | Pierre Paccou (1924-2003)           |           | Agriculteur                                                                                                |
| mars 1983                                | juin 1995                | Gilbert Chiarelli (1932-2013)       |           | Retraité de l'Éducation nationale Officier de l'Ordre national du Mérite, chevalier des Palmes académiques |
| juin 1995                                | mars 2001                | Pierre-Jean Cariou                  |           | Retraité de l'Éducation nationale                                                                          |
| mars 2001                                | mars 2014                | Paul Andréini                       | PS        | Formateur en maintenance nucléaire                                                                         |
| mars 2014                                | En cours                 | Denis Miguet                        | PS        | Professeur d'EPS 4e vice-président de la CC du Pays de Montereau (2016 → )                                 |

### Jumelages
La ville de Cannes-Écluse ne s'est engagée dans aucun jumelage, mais l'ENSP est jumelée avec cinq écoles européennes d’officiers de police en Allemagne (Hochschule für Polizei Villingen-Schwenningen), Espagne, Hongrie, Pologne et Slovénie[réf. nécessaire].

## Population et société

### Démographie

#### Évolution démographique
L'évolution du nombre d'habitants est connue à travers les recensements de la population effectués dans la commune depuis 1793. Pour les communes de moins de 10 000 habitants, une enquête de recensement portant sur toute la population est réalisée tous les cinq ans, les populations de référence des années intermédiaires étant quant à elles estimées par interpolation ou extrapolation. Pour la commune, le premier recensement exhaustif entrant dans le cadre du nouveau dispositif a été réalisé en 2006.

En 2022, la commune comptait 2 742 habitants, en évolution de +10,7 % par rapport à 2016 (Seine-et-Marne : +3,92 %, France hors Mayotte : +2,11 %).
| 1793 | 1800 | 1806 | 1821 | 1831 | 1836 | 1841 | 1846 | 1851 |
| ---- | ---- | ---- | ---- | ---- | ---- | ---- | ---- | ---- |
| 523  | 542  | 462  | 490  | 566  | 568  | 618  | 621  | 598  |

| 1856 | 1861 | 1866 | 1872 | 1876 | 1881 | 1886 | 1891 | 1896 |
| ---- | ---- | ---- | ---- | ---- | ---- | ---- | ---- | ---- |
| 578  | 598  | 601  | 644  | 668  | 652  | 615  | 618  | 620  |

| 1901 | 1906 | 1911 | 1921 | 1926 | 1931 | 1936 | 1946 | 1954 |
| ---- | ---- | ---- | ---- | ---- | ---- | ---- | ---- | ---- |
| 631  | 617  | 596  | 562  | 629  | 750  | 674  | 732  | 824  |

| 1962 | 1968  | 1975  | 1982  | 1990  | 1999  | 2006  | 2011  | 2016  |
| ---- | ----- | ----- | ----- | ----- | ----- | ----- | ----- | ----- |
| 866  | 1 140 | 1 533 | 1 784 | 1 963 | 2 200 | 2 550 | 2 540 | 2 477 |

| 2021  | 2022  | - | - | - | - | - | - | - |
| ----- | ----- | - | - | - | - | - | - | - |
| 2 659 | 2 742 | - | - | - | - | - | - | - |

La population de Cannes-Écluse a crû lentement du XVIIIe siècle au milieu du XXe siècle, avec une chute pendant la Première Guerre mondiale.
Puis elle a connu une croissance très rapide depuis les années 1960 au fur et à mesure de la migration des citadins dans le cadre de la périurbanisation. Ainsi, près de 30 % de la population de la commune de 2006 y sont arrivés dans les cinq années précédentes.

#### Pyramide des âges
Village de la grande agglomération parisienne, Cannes-Écluse est en limite de la cinquième et dernière zone tarifaire des transports en commun d'Île-de-France. Cette situation attire des actifs travaillant à Paris et cherchant une qualité de vie plus rurale. Ce qui lui permet d'éviter le fort vieillissement rencontré habituellement dans les petites communes.
En 2018, le taux de personnes d'un âge inférieur à 30 ans s'élève à 32,3 %, soit en dessous de la moyenne départementale (39,6 %). À l'inverse, le taux de personnes d'âge supérieur à 60 ans est de 30,4 % la même année, alors qu'il est de 19,9 % au niveau départemental.
En 2018, la commune comptait 1 193 hommes pour 1 279 femmes, soit un taux de 51,74 % de femmes, légèrement supérieur au taux départemental (51,31 %).
Les pyramides des âges de la commune et du département s'établissent comme suit.
| Hommes | Classe d’âge | Femmes |
| ------ | ------------ | ------ |
| 0,8    | 90 ou +      | 2,7    |
| 9,5    | 75-89 ans    | 10,8   |
| 18,7   | 60-74 ans    | 18,4   |
| 20,5   | 45-59 ans    | 19,4   |
| 17,7   | 30-44 ans    | 16,9   |
| 17,2   | 15-29 ans    | 15,2   |
| 15,7   | 0-14 ans     | 16,6   |

| Hommes | Classe d’âge | Femmes |
| ------ | ------------ | ------ |
| 0,4    | 90 ou +      | 1,2    |
| 4,9    | 75-89 ans    | 6,5    |
| 13,6   | 60-74 ans    | 14,3   |
| 20,2   | 45-59 ans    | 19,8   |
| 20,1   | 30-44 ans    | 20,6   |
| 19,2   | 15-29 ans    | 17,9   |
| 21,7   | 0-14 ans     | 19,7   |

### Enseignement
Les plus jeunes des enfants de Cannes-Écluse sont scolarisés à l'école maternelle « Les Jonquilles » (4 classes), puis à l'école primaire « Les Tournesols » (7 classes du CP au CM2).
Pour les études secondaires, les enfants sont ensuite orientés ;
- pour l'enseignement général : vers le collège Elsa-Triolet à Varennes-sur-Seine ou les collèges André-Malraux, Paul-Éluard et Pierre-de-Montereau à Montereau-Fault-Yonne, puis le lycée André-Malraux à Montereau-Fault-Yonne.
- et pour l'enseignement professionnel : vers les lycées professionnels Gustave-Eiffel, André-Malraux et Flora-Tristan à Montereau, vers le lycée horticole de l'Assomption à Forges ou vers le centre de formation d'apprentis (CFA) de la Chambre des métiers du Sud Seine-et-Marne à Saint-Germain-Laval.

### Santé
Cannes-Écluse ne possède pas d'établissement de soins. L'hôpital le plus proche se situe à Montereau-Fault-Yonne. Par contre, deux médecins généralistes, un cabinet de soins infirmiers et un pharmacien sont au service des Cannois.
Une maison de retraite médicalisée (la résidence les Tournesols) de 62 lits accueille des personnes âgées.

### Sports
Plusieurs clubs encadrent les activités sportives dans les domaines suivants : football, gymnastique, boules, yoga, tir à l'arc, basket-ball, tennis, badminton, plongée nautisme, ski nautique, judo, aérofit, karaté.

## Économie

### Revenus de la population et fiscalité
En 2018, le nombre de ménages fiscaux de la commune était de 965 (dont 59 % imposés), représentant 2 358 personnes et la  médiane du revenu disponible par unité de consommation  de 22 830 euros, le 1er décile étant de 13 360 euros avec un rapport interdécile de 2,7.

### Emploi
En 2018 , le nombre total d’emplois dans la zone était de 672, occupant 977 actifs  résidants.
Le taux d'activité de la population (actifs ayant un emploi) âgée de 15 à 64 ans s'élevait à 64,7 % contre un taux de chômage de 5,9 %.
Les 29,3 % d’inactifs se répartissent de la façon suivante : 11,8 % d’étudiants et stagiaires non rémunérés, 9,2 % de retraités ou préretraités et 8,3 % pour les autres inactifs.

### Secteurs d'activité

#### Historique
Jusqu'à la Seconde Guerre mondiale, Cannes-Écluse est une commune agricole, produisant des céréales et des betteraves sucrières sur la rive gauche de l'Yonne et tournée vers l'élevage des bovins sur la rive droite. Pas moins de sept fermes sont actives. Des commerces de proximité (trois épiceries, trois restaurants, trois cafés, une boutique d'articles de pêche, deux coiffeurs, une boulangerie, une boucherie, un atelier de mécanique, …) sont au service des habitants et des bateliers qui naviguent sur l'Yonne.
Après la guerre, la population croît. Elle se tourne de plus en plus vers Montereau. Les petits commerces ferment les uns après les autres. Les petites fermes arrêtent leurs activités. La culture des betteraves sucrières est abandonnée. Au plus bas, on ne compte plus que deux fermes, un restaurant, un bar, une épicerie, une boulangerie.
Une partie importante des terres agricoles de la rive droite est transformée en sablières et le remblaiement annoncé au début de l'exploitation n'est pas réalisé. Les zones restent en eau. L'élevage a disparu.
La population continue à croître, mais doit aller chercher des emplois de plus en plus loin. De nombreux Cannois vont maintenant travailler à Paris chaque jour.
En parallèle, des commerces nouveaux, avec une zone de chalandise dépassant largement Cannes-Écluse, ouvrent (Hôtel Enzo, Lidl, ouvert en 2005, Brico Dépôt, ouvert fin 2006).

#### Entreprises et commerces
En 2019, le nombre d’unités légales et d’établissements (activités marchandes hors agriculture) par secteur d'activité était de 97 dont 13 dans l’industrie manufacturière, industries extractives et autres, 21 dans la construction, 24 dans le commerce de gros et de détail, transports, hébergement et restauration, 3 dans l’Information et communication, 1 dans les activités financières et d'assurance, 2 dans les activités immobilières, 16 dans les activités spécialisées, scientifiques et techniques et activités de services administratifs et de soutien, 6 dans l’administration publique, enseignement, santé humaine et action sociale et 11  étaient relatifs aux autres activités de services.
En 2020, 20 entreprises ont été créées sur le territoire de la commune, dont 17 individuelles.
Au 1er janvier 2021, la commune disposait de 42 chambres d’hôtels dans un établissement et ne possédait aucun terrain de  camping.

## Culture locale et patrimoine

### Lieux et monuments

#### Le château
Il est construit vers 1140 au milieu du petit bois de la Garenne, en partie avec les matériaux provenant de la démolition vers 1100 d'un château plus ancien, situé dans la partie méridionale du bois désigné sous le nom de « Forêt de Cannes ». Louis XIV y séjourne en avril 1652 pendant la Fronde. Au XIXe siècle, le château féodal appartient à la famille Dulong de Rosnay qui le restaure dans le style Renaissance, puis, par mariages, à la famille de Fitz-James, branche naturelle de la maison royale des Stuart, et à la famille de Miramon-Peistels.
Dans les années 1930, il est occupé par une maison de repos, puis par un préventorium. Il est acheté en 1963 par le ministère de l'Intérieur qui, en 1964, y installe le Centre national d'éducation physique de la police et le Centre national de formation des unités cynophiles.
En 1971, la Direction de la Police nationale décide d'y créer l'École supérieure des inspecteurs de la police nationale (ESIPN). La première promotion d'élèves inspecteurs est accueillie le 16 septembre 1974. L'école reçoit par deux fois la visite du président de la République.
Par décret en date du 11 juillet 1995 de Jean-Louis Debré, ministre de l'intérieur, l'ESIPN devient l'École nationale supérieure des officiers de police (ENSOP), intégrée le 1er janvier 2013 dans l’École nationale supérieure de la police (ENSP) (décret du 27 décembre 2012).

#### L'ancienne mairie
En 1869, le conseil municipal décide la construction sur la partie nord de la place publique (l'actuelle Place Charles-de-Gaulle, à l'emplacement de l'ancien cimetière) d'un bâtiment comprenant la mairie, deux classes (filles et garçons) et deux logements de fonction pour les instituteurs.
En 1971, les classes ayant été transférées dans un groupe scolaire neuf, la libération des locaux permet d'agrandir la mairie. En 1986, après le transfert de la mairie dans son nouveau site, les locaux sont affectés à la restauration scolaire, puis à la bibliothèque pour tous.
Dans les années 2010, la commune se sépare du bâtiment, vendu à un particulier.

#### La mairie
La mairie est installée dans une gentilhommière du XVIIe siècle. La suite de Louis XIV y séjourne en avril 1652 pendant la Fronde (le roi séjourne au château). Ayant appartenu au comte Charles de Fautras et à ses descendants depuis 1810, elle est achetée par la commune en 1984 à l'arrière-petite-nièce du comte. La mairie y est installée en 1986. Un portrait du comte orne la salle des délibérations.
Elle abrite un petit musée de l'histoire locale, avec un sarcophage d'enfant découvert en 1918. Ce sarcophage a été creusé à l'époque mérovingienne dans une borne milliaire romaine. Il porte une inscription latine faisant référence aux deux frères coempereurs, Valentinien Ier, et Flavius Valens (de 364 à 375).
Le musée présente également une épée franque trouvée à l'emplacement de la voie romaine, un squelette d'enfant datant du Néolithique, des céramiques et des monnaies gallo-romaines, mais aussi des bijoux, des vases, des épingles et des fibules. Une poterie noire et blanche a pu être reconstituée à partir de morceaux trouvés par les enfants des écoles en 1972 lors de l'aménagement de l'école primaire et de l'École de police, bâtie sur une nécropole gallo-romaine.

#### L'église Saint-Georges
Initialement, l'église paroissiale Saint-Georges est bâtie dans le prolongement de l'église prieurale du prieuré Saint-Pierre relevant de l'abbaye de Saint-Martin-des-Champs. Elles sont séparées par une cloison de bois. Le clocher est alors au-dessus de la sacristie actuelle, entre les deux églises. En 1739, une tempête renverse le clocher sur l'église prieurale attenante qui est détruite. En 1749, la chapelle prieurale Saint-Pierre, désormais nommée chapelle du Sacré-Cœur, est construite en remplacement sur la droite de l'église. Le clocher est édifié en 1754 à son emplacement actuel. L'église est entièrement restaurée au XIXe siècle. Une tribune est ajoutée à la nef, à l'entrée de l'église.
Un tableau figurant une descente de croix d'après Rubens est accroché entre les deux colonnes du retable du maître autel. Dans la boiserie du chœur au-dessus de la porte de la sacristie, un médaillon de bois du XIXe siècle représente saint Georges. L'église comporte deux voûtes superposées, toutes deux en lattis de bois recouvert de plâtre. Après la destruction de la voûte supérieure, située directement sous la charpente, lors de la restauration du XIXe siècle, elle est abandonnée en l'état et une seconde voûte est construite trois à quatre mètres plus bas.

#### La glacière
C’est une sorte de puits dans lequel on déposait autrefois de la glace en hiver pour la conserver jusqu'à l’été. D'un volume de 5 m3 environ, elle peut contenir 2,5 tonnes de glace. On y pénètre par un couloir unique tourné vers le nord et fermé par deux portes matelassées formant un sas. Le couloir sert de chambre de conservation des aliments. L’ensemble est bien isolé afin de maintenir la glace à basse température. Le fond en forme de cuvette est équipé d’un puisard. La couverture est en bois. La glacière actuelle a été reconstruite avec ses propres matériaux à son emplacement d’origine.

#### L'écluse
L'écluse, la dernière sur l'Yonne, est essentiellement empruntée pour le transport des sables et graviers vers Paris et par les plaisanciers qui se dirigent vers le canal de Bourgogne et le canal du Nivernais. Le trafic est plus intense en été après les moissons pour le transport des céréales jusqu'à Rouen. De taille moyenne, elle peut contenir quatre péniches.
Jusqu'à la fin du XXe siècle, la manœuvre manuelle des vannes et des portes est assurée par l'éclusier de permanence avec l'aide des bateliers. Maintenant, l'éclusier pilote les manœuvres depuis un pupitre de commande centralisé. L'écluse est ouverte au trafic tous les jours.

### Galerie

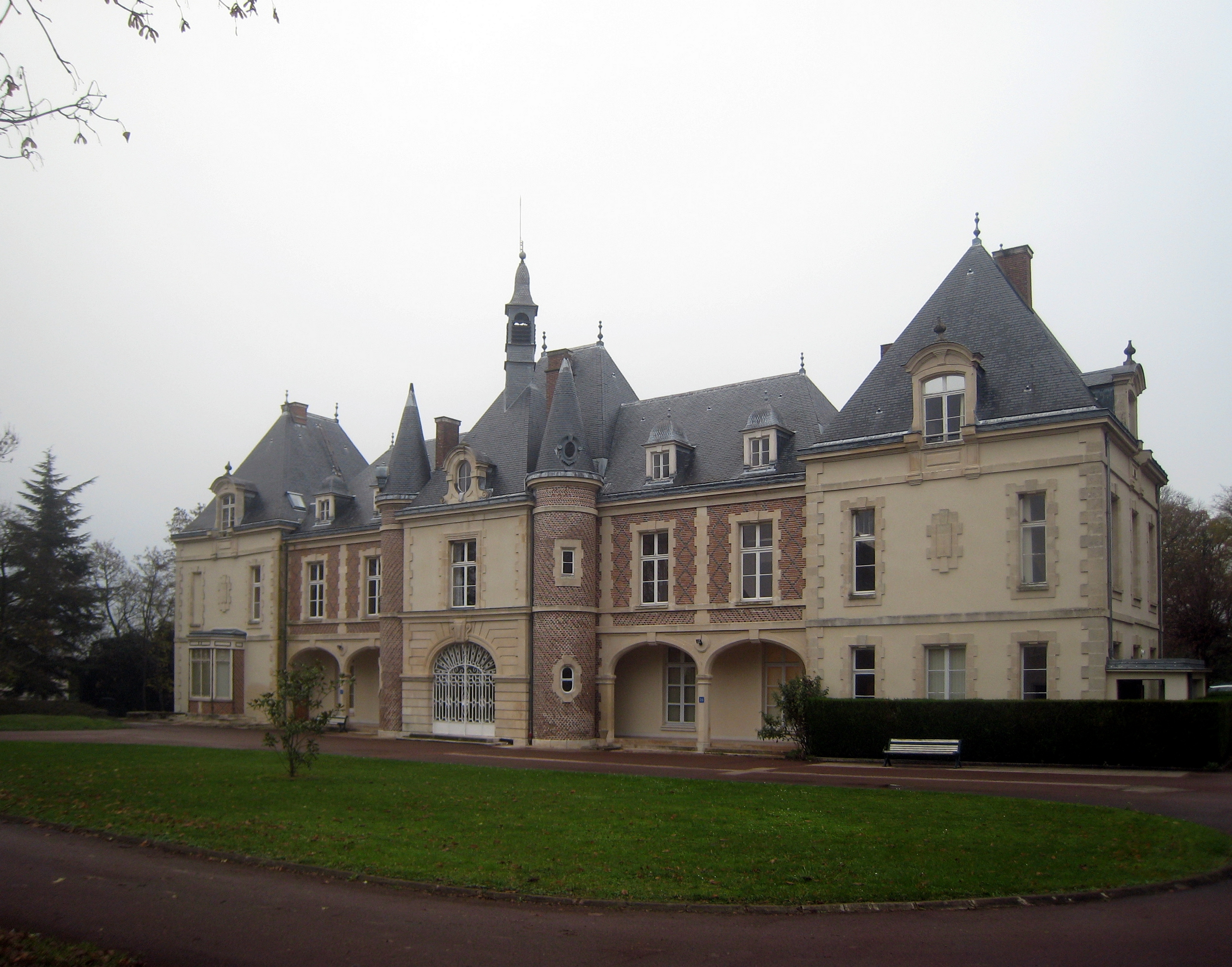
Le château.
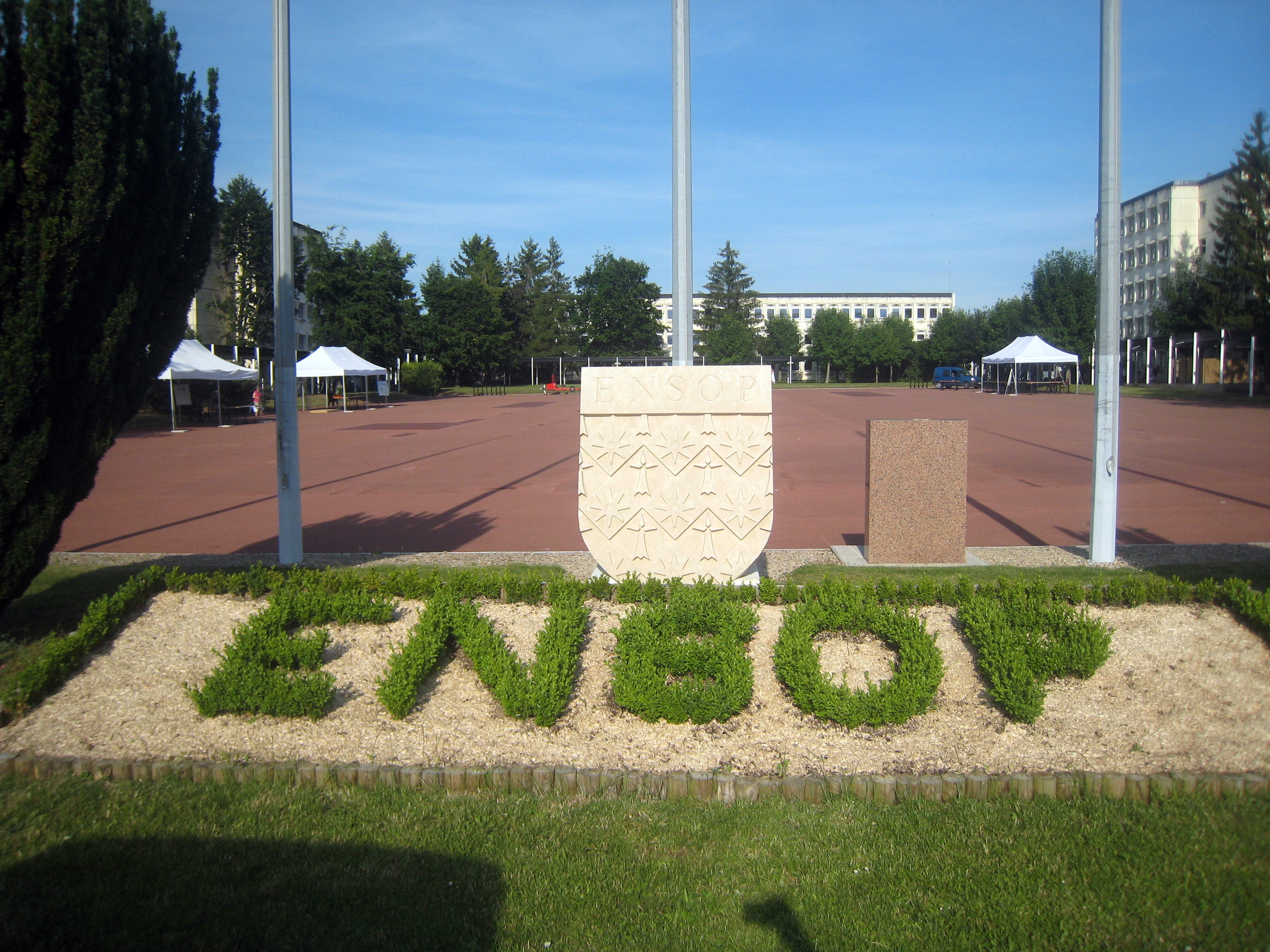
L'ENSOP, cour d'honneur et blason.
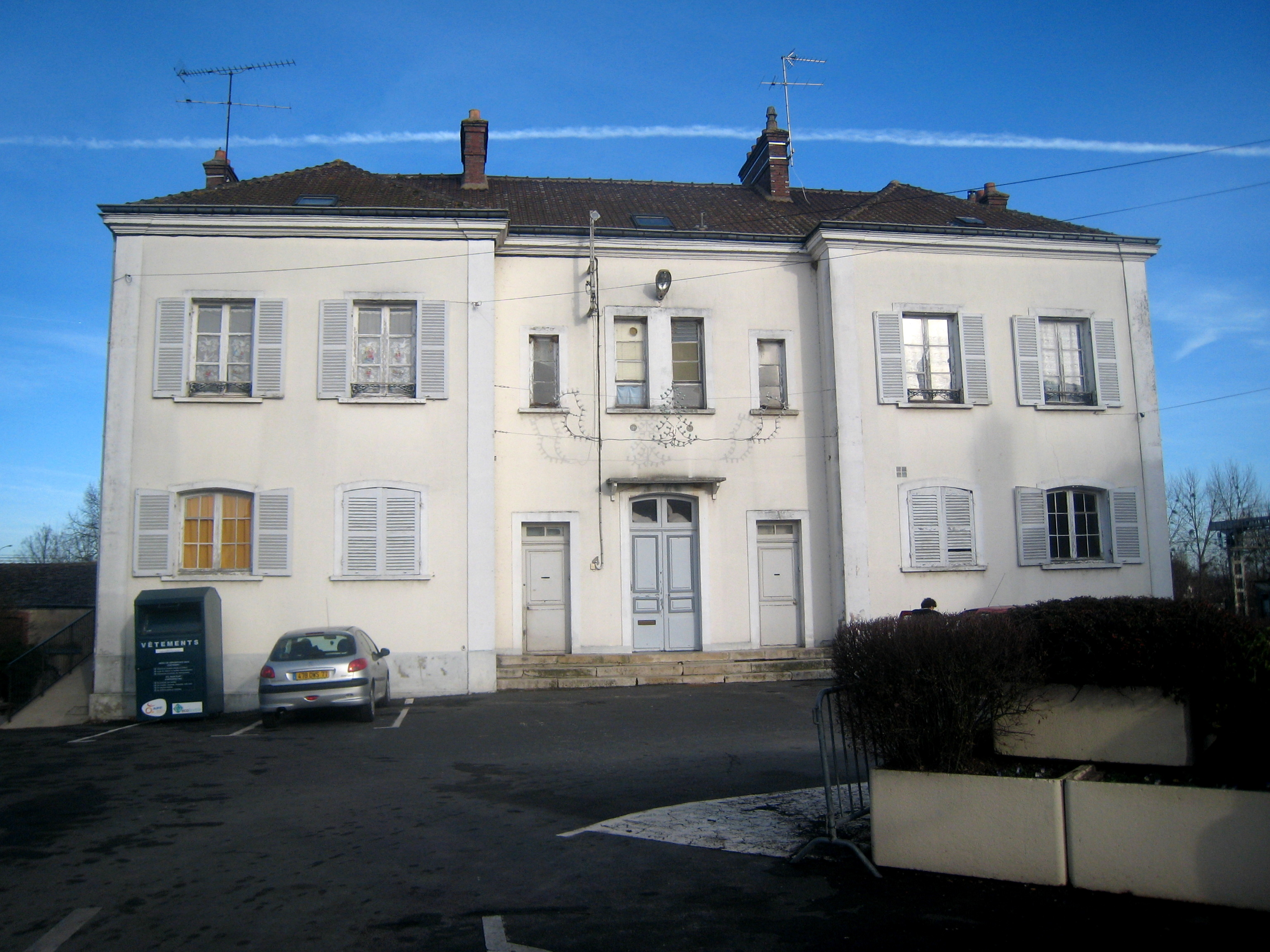
L'ancienne mairie.
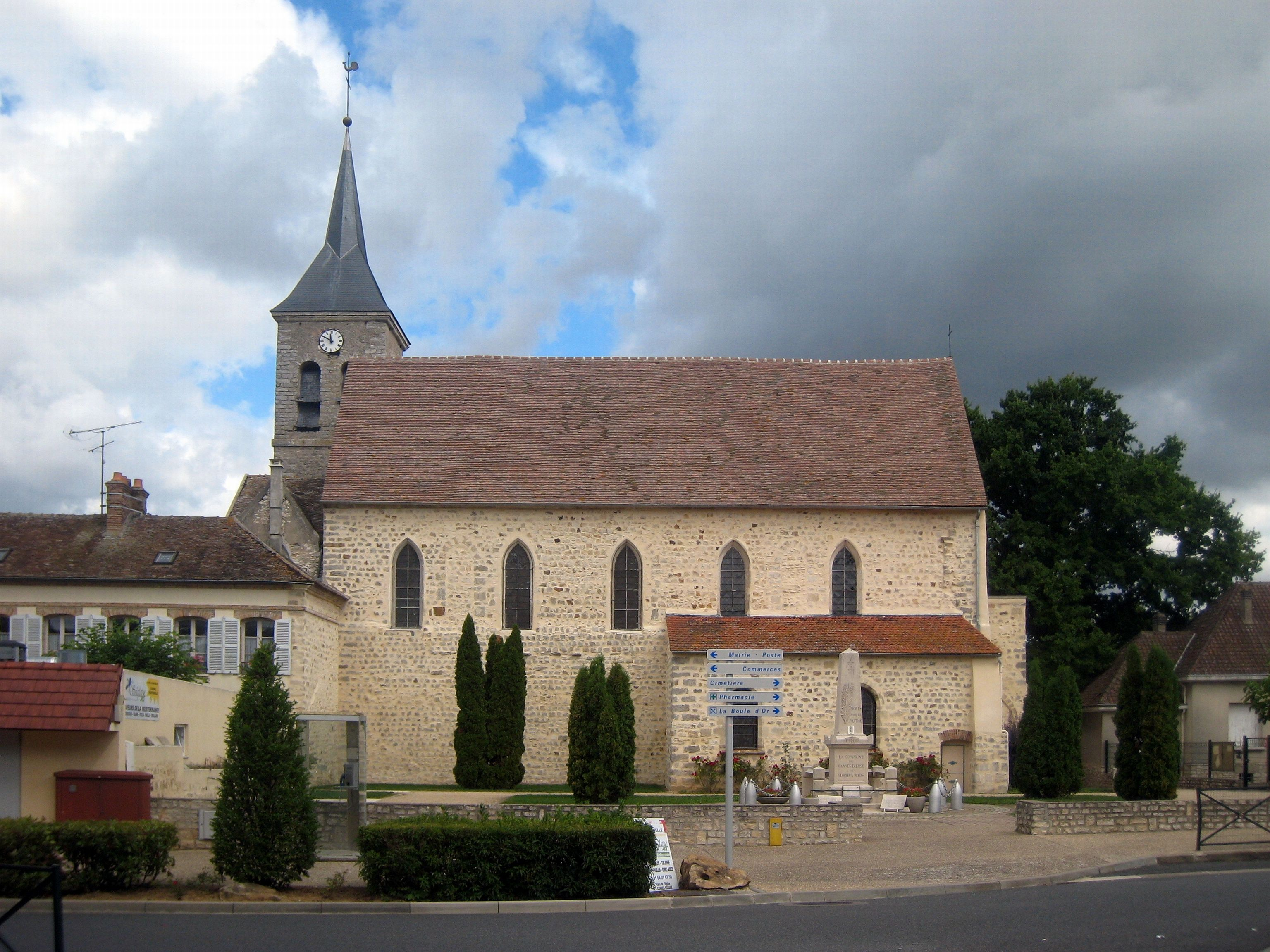
L'église Saint-Georges.
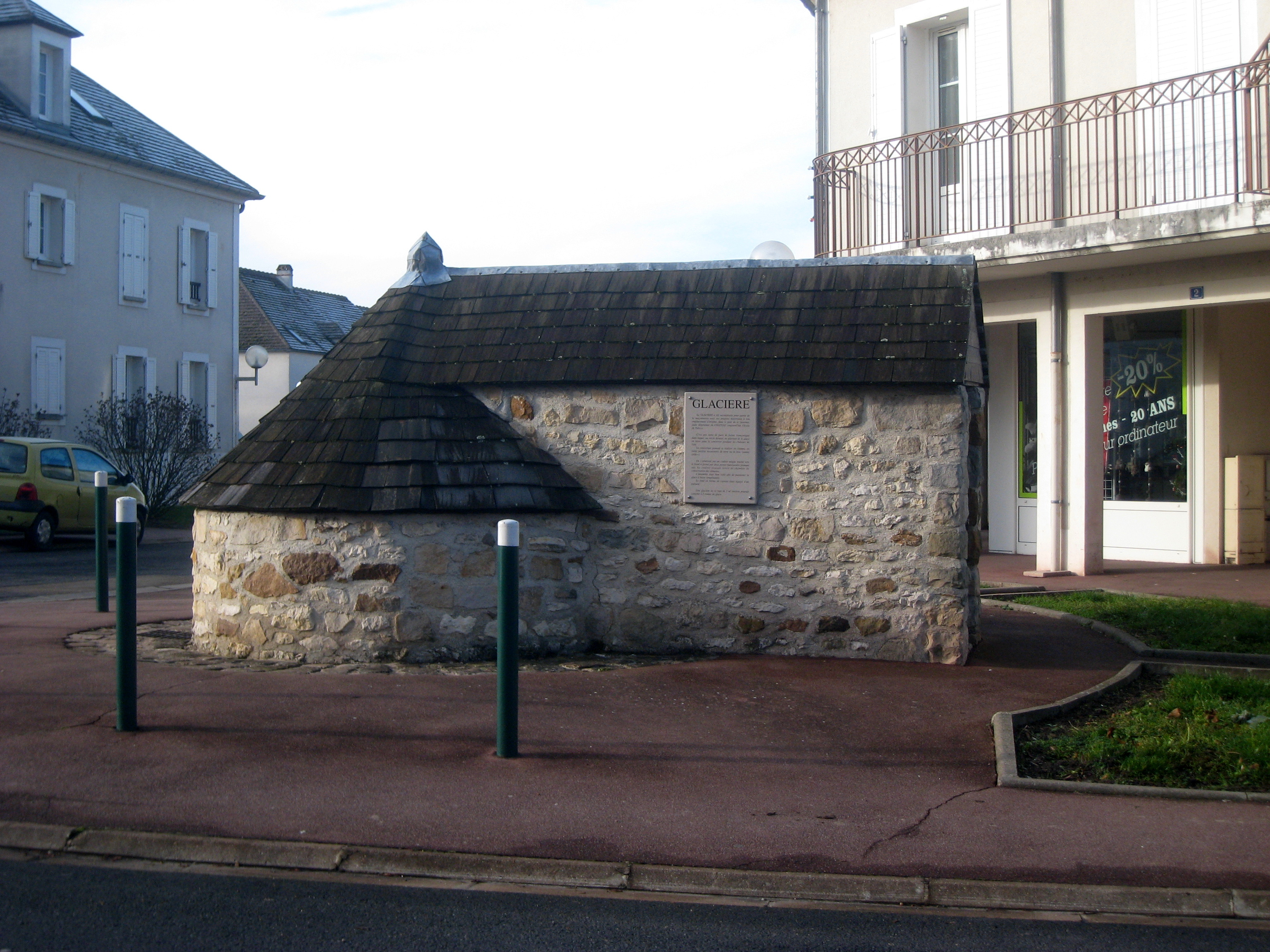
La glacière.
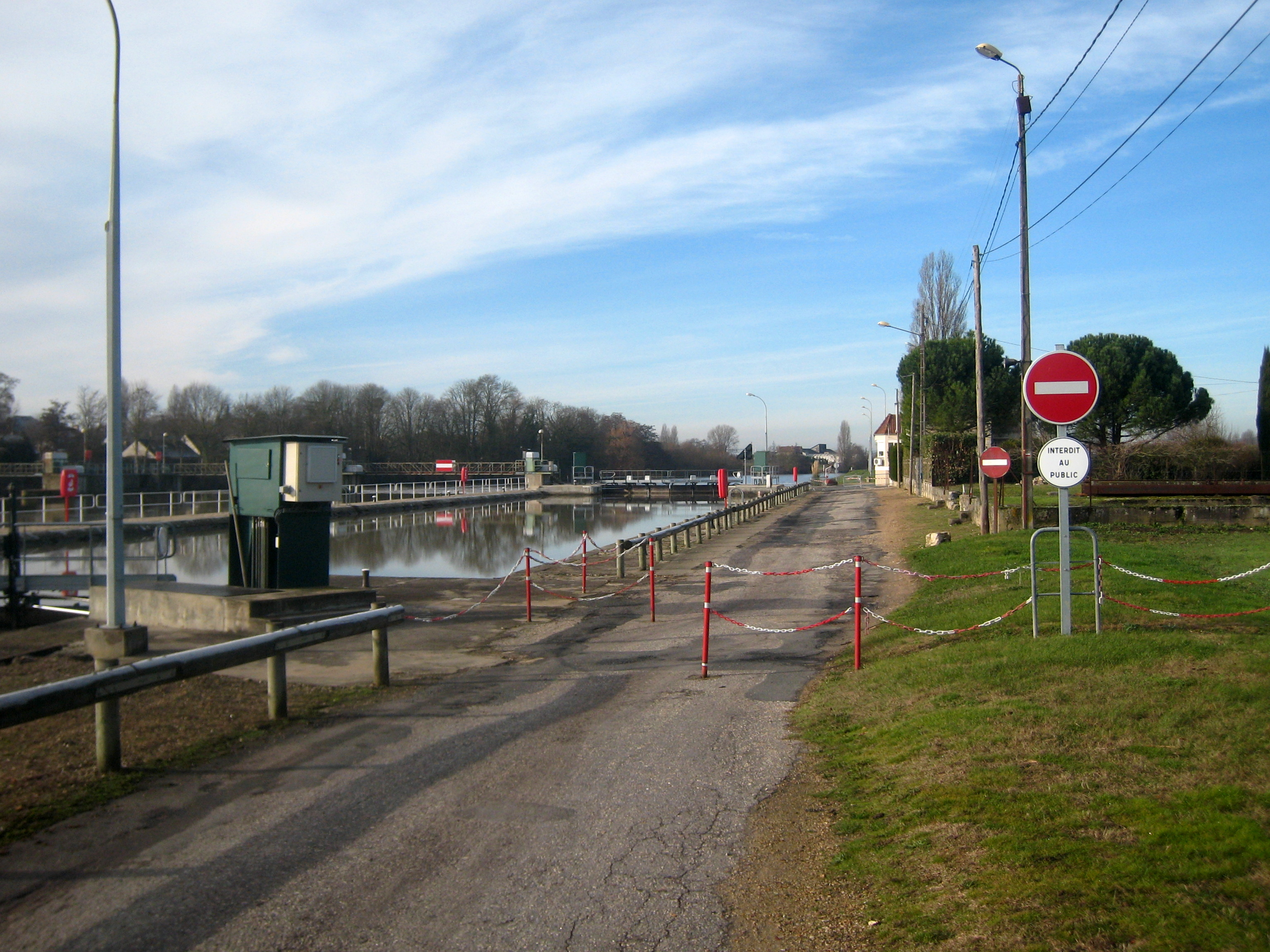
L'écluse.
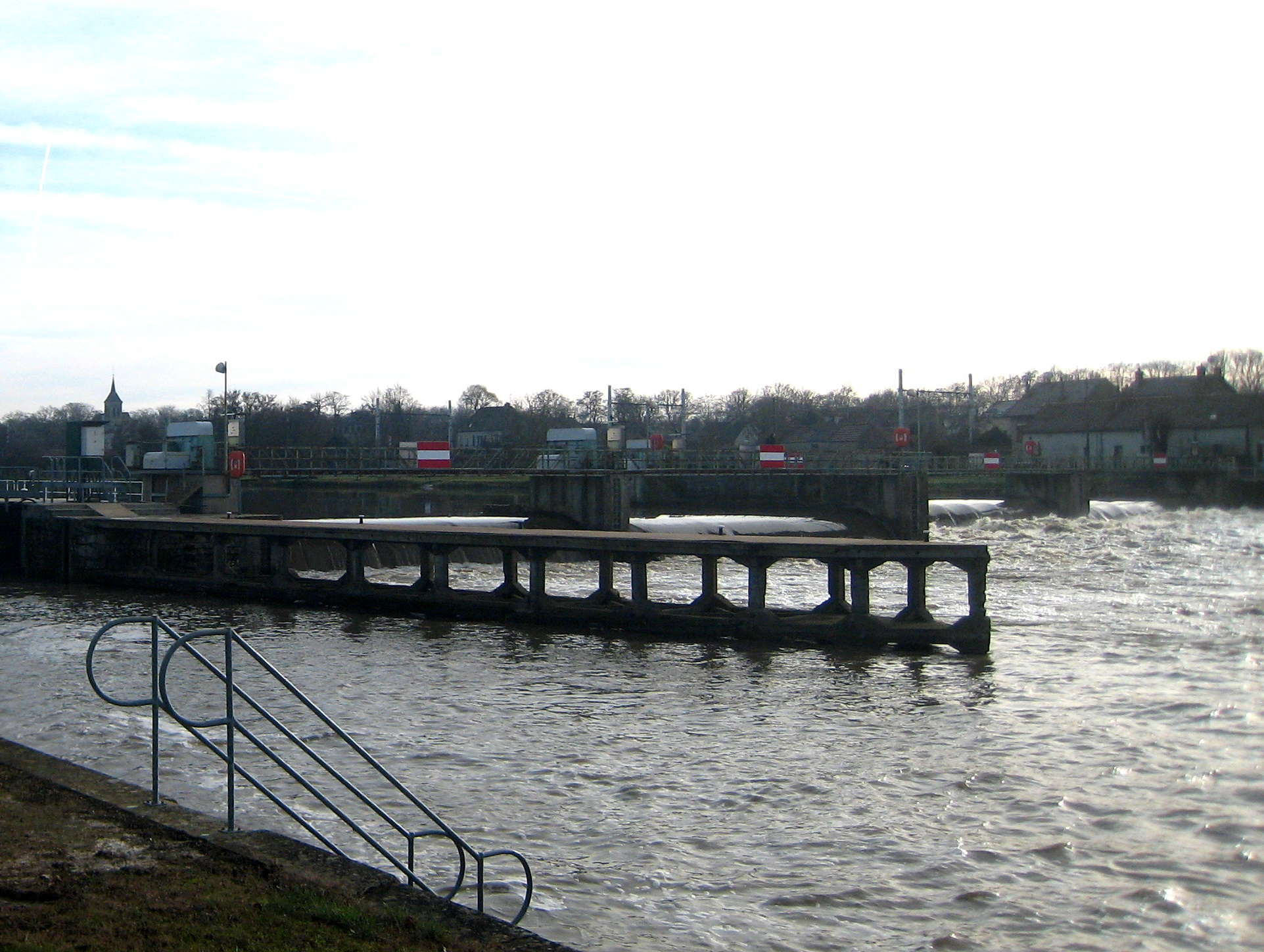
Le barrage sur l'Yonne.
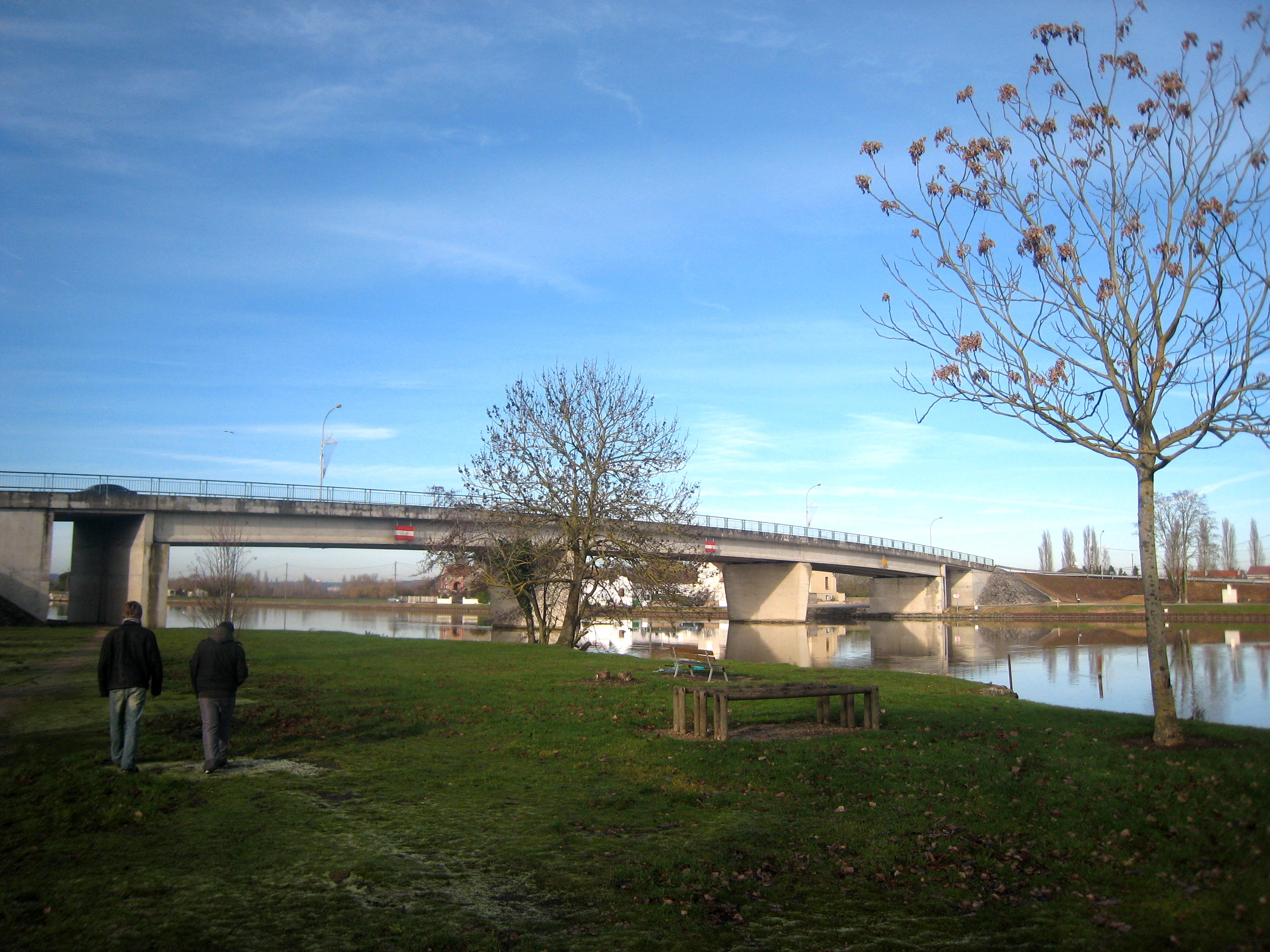
Le pont sur l'Yonne.

### Personnalités liées à la commune
- Daniel d'Auger de Subercase (1661-1732), officier de marine français, dernier gouverneur français de l'Acadie. Il acquiert en 1717 la gentilhommière de style classique qui, en 1984, est achetée par la commune pour y installer la mairie, inaugurée en 1986. Il est enterré dans l'église, mais la dalle funéraire a disparu.
- Antoine Philippe de Lardenoy, député de la noblesse aux États généraux de 1789, gouverneur de la Guadeloupe, gouverneur du château des Tuileries. Il meurt en 1825 à Cannes-Écluse. Il est inhumé à Fontainebleau[63].
- Charles de Fautras, né à Paris en 1776, mort à Paris en 1855, gendre du Comte de Lardenoy, maire de Cannes-Écluse de 1816 à 1830 : sous la Terreur, pour sauver sa tête, le comte, officier des gardes du futur roi Charles X, fuit Paris et se fait engager comme simple postillon au relais de poste du Petit Fossard. En 1810, il fait l'acquisition de la gentilhommière qui a appartenu à Daniel d'Auger de Subercase[réf. nécessaire].
- Paul, Marguerite et Paulette Bertin : en 1998, ils sont déclarés « Justes parmi les Nations » pour avoir recueilli deux enfants juifs pendant la Seconde Guerre mondiale[64].

### Cannes-Écluse et les arts
En 1977, dans son émission La Lorgnette, le célèbre humoriste Jacques Martin utilise l'homonymie avec la ville de Cannes (Alpes-Maritimes) pour présenter le « Festival international du film de Cannes-Écluse »,.
Le film Le Petit Lieutenant de Xavier Beauvois a été tourné en partie à Cannes-Ecluse en 2005.
L'action du livre de Danielle Thiéry, Le Fantôme de l'Ecole de Police, publié en 2017, se déroule dans le site de l'École nationale de police.

### Héraldique, devise et logotype
| Arme de Cannes-Écluse | Les armes de Cannes-Ecluse se blasonnent ainsi : D'or, à la fasce ondée d'azur brisée d'un bâton peri d'argent en bande, au comble bastillé également d'azur enté en pointe du deuxième chargé d'un roseau accosté de deux feuilles du même. |

Les armes de la commune ont été adoptées par délibération du conseil municipal en date du 11 février 1985 et approuvées par la Commission nationale héraldique le 5 juin 1985.
Ces éléments symbolisent de haut en bas : le château, les champs de culture, l'Yonne, le pont et les roseaux (les cannes) d'où vient le nom de la commune.